# Martelo
Le martelo (marteau, en portugais) est un coup de pied percutant de capoeira, incorporé à la Regional par Mestre Bimba. Le mouvement se fait vers l'intérieur du corps et se donne généralement avec le dos du pied, mais il est possible de le faire en frappant avec le bol du pied (dessous des orteils ou pointe de la chaussure).
Ce coup est un peu semblable au coup de pied circulaire qu'on retrouve dans la plupart des arts martiaux et sports de combat, mais se différencie par la position du genou de la jambe qui frappe. Contrairement au coup de pied circulaire, il ne faut pas ouvrir la jambe sur le côté mais lever le genou devant soi avant de pivoter la jambe d'appui pour frapper.
Cette manière de faire rend cette technique moins puissante puisque l'attaque a moins d'élan, mais elle est techniquement plus sûre car, en fermant le corps avant de frapper, on s'expose moins à d'éventuels contres, sans compter son effet de surprise non négligeable et le fait qu'on puisse facilement le transformer en un autre coup de pied.
En retenant ces caractéristiques, on peut dire que le coup de pied qui ressemble le plus au martelo en dehors de la capoeira est le brazilian kick, avec comme différence que le martelo est percutant et non pénétrant, c'est-à-dire qu'il rebondit sur l'adversaire plutôt que de l'enfoncer comme c'est le cas avec le martelo rodado.
Le martelo est plus généralement donné à la tête de l'adversaire (martelo alto), mais on peut également le donner à la taille (martelo médio), à l'intérieur ou l'extérieur de la cuisse (martelo de coxa), ou dans le bas des jambes (martelo baixo).

## Technique
- Lever le genou devant soi en se protégeant le visage.
- Pivoter la jambe d'appui (de sorte à coucher le tibia de la jambe levée à l'horizontale) en tournant le talon vers l'adversaire. Se protéger le visage avec le bras opposé à la jambe qui frappe, mettre l'autre bras dans le dos pour pouvoir ramener la jambe plus facilement.
- Pendant le pivot, fouetter avec le pied en dépliant la jambe levée.
- Ramener vite la jambe.

## Martelo de costas
Le martelo de costas est une variante, proche du pisão rodado, qui consiste à faire un martelo avec la jambe de derrière à partir de la base de ginga en pivotant d'abord vers l'arrière, ou en feintant une armada.

## Martelo no chão
Le martelo no chão est une variante du martelo qui consiste à le faire avec une main posée à plat au sol.